# Atomopteryx fontella
Atomopteryx fontella là một loài bướm đêm trong họ Crambidae.